# 先驱者0号
先驱者0号（也称为“雷神–艾布尔1号”）为进入月球轨道而设计的，它还带有电视摄像机和第一国际地球物理年（International Geophysical Year）的一些其他科学设备。这是美国首次尝试的月球任务，也是世界上任何一个国家对地球以外轨道任务所作的首次尝试。它于1958年8月17日由美国空军发射，但飞船在发射第一阶77秒后在大西洋上空爆炸而摧毁。
随后NASA进行了的其他的先驱任务。